# Aeroportul Reykjavík
Aeroportul Reykjavík (IATA: RKV, ICAO: BIRK) este un aeroport din Capital Region⁠(d), Islanda ce deservește zona Reykjavík. Aeroportul a fost tranzitat în 2022 de 348.773 de pasageri. A fost deschis în 6 iulie 1946 și numit după zona deservită.
Situat la o altitudine de 14 m, aeroportul dispune de 1 pistă. Este operat de Isavia⁠(d).

## Infrastructură

### Piste
Aeroportul dispune de o singură pistă. Pista are orientarea 01/19.